# Оленовка (Балтский район)
Еле́новка (укр. Оле́нівка) — село, относится к Балтскому району Одесской области Украины.
Население по переписи 2001 года составляло 679 человек. Почтовый индекс — 66143. Телефонный код — 4866. Занимает площадь 2,66 км². Код КОАТУУ — 5120685001.

## Местный совет
66143, Одесская обл., Балтский р-н, с. Оленовка